# Hans-Urs Wanner

Hans-Urs Wanner (ca. 1980)

Hans-Urs Wanner (* 7. Juni 1933 in Zürich; † 20. Mai 2019 in Küsnacht; heimatberechtigt in Altbüron) war ein Schweizer Arbeits- und Umweltwissenschaftler. 
Wanner wurde 1965 bei Étienne Grandjean an der ETH Zürich zum Dr. sc. nat. promoviert und zum 1. Oktober 1969 für technische und pharmazeutische Hygiene habilitiert. 1981 wurde er zum Titularprofessor ernannt. Wanner baute ab diesem Jahr den Fachbereich Umwelthygiene am Institut für Hygiene und Arbeitsphysiologie der ETH Zürich auf, der 2001 eingestellt wurde. Ab 1997 war er im Ruhestand.
Wanner war Präsident der Eidgenössischen Kommission für Lufthygiene. Von 1991 bis  1998  präsidierte  er  das  Schweizer Solarpreisgericht. Für dieses Engagement erhielt Wanner den Ehrensolarpreis.